# Ентоні Бучер
Ентоні Бучер (англ. Anthony Boucher; справжнє ім'я — Вільям Ентоні Паркер Вайт) — американський редактор наукової фантастики, а також автор детективних романів і коротких оповідань. Відомий як редактор та рецензент.

## Біографія
Уайт народився в Окленді в сім'ї лікарів, навчався в Університеті Південної Каліфорнії. Пізніше він отримав ступінь магістра Каліфорнійського університету в Берклі. У 1968 помер від раку легенів.

## Літературна і редакторська діяльність
Крім написання детективних творів Бучер в значній мірі був відомий завдяки своїй редактурі, науково-фантастичним антологіям і оглядам детективів протягом багатьох років в The New York Times. Протягом п'яти років (1942—1947) працював популярним оглядачем в газеті "San Francisco Chronicle", опублікувавши більш ніж півтисячі статей, рецензій та оглядів. У 1946 році став одним із засновників Товариства письменників детективного жанру Америки.
Він став першим перекладачем Хорхе Луїса Борхеса на англійську, переклавши «Сад розбіжних стежок» для журналу "Ellery Queen's Mystery". Він був засновником і головним редактором (разом з Дж. Френсісом Маккомаса) журналу "Fantasy & Science Fiction" з 1949 по 1958 рік, який був його вдалою спробою зробити літературну якість важливим аспектом наукової фантастики. Бучер отримав премію Г'юго за найкращий професійний журнал в 1957 і 1958 роках. Він також редагував серію антологій "Best from Fantasy and Science Fiction" протягом 1952—1959.
Бучер написав оповідання для багатьох відомих американських журналів фантастики, в тому числі "Adventure", "Astounding", "Black Mask", "Galaxy", "Unknown" і "Weird Tales". Його оповідання «Пошуки святого Аквіна» було відзначене Асоціацією письменників наукової фантастики Америки як один з найкращих науково-фантастичних оповідань всіх часів і увійшло до антології "The Science Fiction Hall of Fame, Volume One, 1929—1964". За результатами опитування 17 авторів детективів і рецензентів роман Бучера «Nine Times Nine» був поставлений на дев'яте місце в рейтингу найкращих детективів піджанру вбивства в закритій кімнаті за весь час.
Ентоні Бучер був другом і наставником Філіпа К. Діка та інших письменників-фантастів.

## Вибрані праці
- Справа про Сьому Голгофу (The Case of the Seven of Calvary, 1937)

- Справа про зім'ятий валет (The Case of the Crumpled Knave, 1939)

- Справа про правопорушників з Бейкер-стріт (The Case of the Baker Street Irregulars, 1940)

- Дев'ять разів по дев'ять (Nine Times Nine, як Х. Х. Холмс, 1940)

- Справа про відмінний ключ (The Case of the Solid Key, 1941)

- Ракета в морг (Rocket to the Morgue, як Х. Х. Холмс, 1942)

- Справа про сім чихань (The Case of the Seven Sneezes, 1942)